# Fusiliers marins

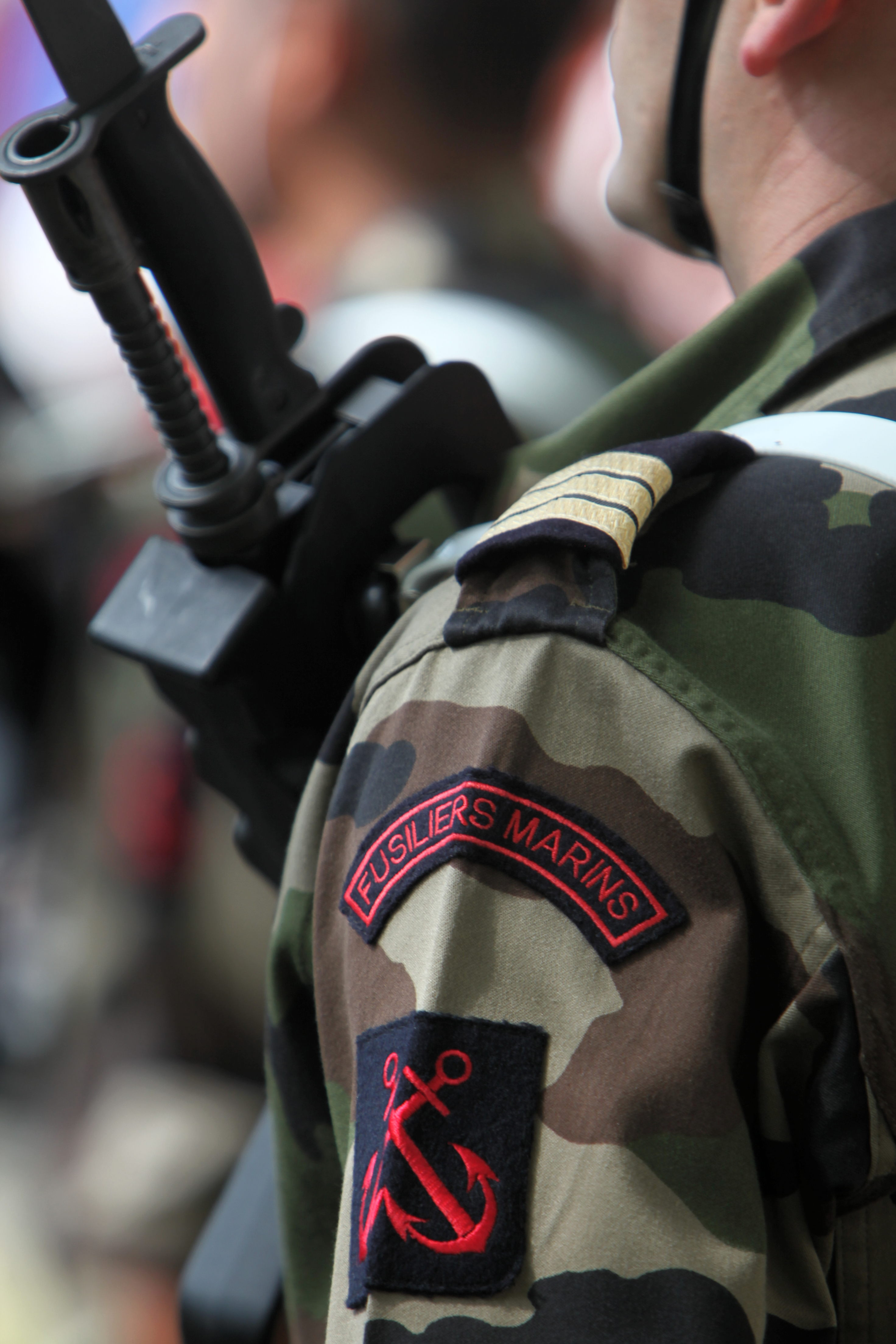
Schulterabzeichen eines Fusilier marin (2015)

Die Fusiliers marins („Marinefüsiliere“) sind eine Marineinfanterie-Truppe der französischen Streitkräfte und Teil der französischen Marine. Sie wurden Mitte des 19. Jahrhunderts im Zweiten Kaiserreich gegründet und seitdem in zahlreichen Konflikten, darunter den beiden Weltkriegen, eingesetzt. 2001 wurden sie dem neu gegründeten Führungskommando FORFUSCO unterstellt.

## Geschichte

### 19. Jahrhundert
Nachdem Kaiser Napoleon III. die Macht in Frankreich erlangt hatte, strukturierte er die Marine grundlegend neu, auch im Hinblick auf die französische Kolonialpolitik. Dazu gehörte auch die Gründung des (Corps spécialisé de fusiliers marins) per kaiserlichem Dekret vom 5. Juni 1856. Die Truppe war ausdrücklich zum Einsatz an Land bestimmt und darauf spezialisiert. Ein zweites Bataillon wurde am 23. Februar 1861 geschaffen. Die Marinefüsiliere wurden im weiteren Verlauf des 19. Jahrhunderts in Militäroperationen zur Durchsetzung der kolonialen Interessen eingesetzt, darunter in China, Cochinchina, Tonkin und Madagaskar.

### Erster Weltkrieg

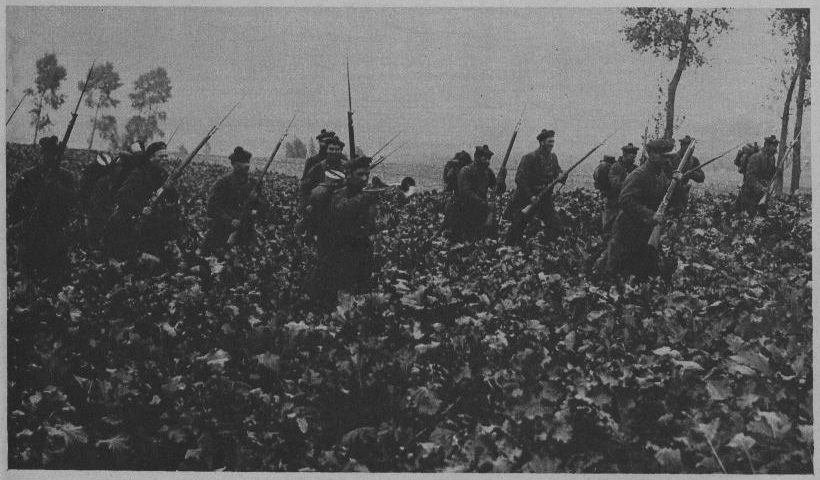
Marinefüsiliere beim Angriff (November 1914)

Nach dem Ausbruch des Ersten Weltkriegs 1914 wurde eine Marinefüsilier-Brigade, deren Angehörige zum größten Teil aus der Bretagne stammten und erst kurz zuvor eingezogen worden waren, zunächst in der Hauptstadt Paris zur Erhaltung der öffentlichen Ordnung eingesetzt. Wegen ihres geringen Durchschnittsalters und ihrer Kopfbedeckung, eines Baretts mit rotem Pompon, wurden sie von der Stadtbevölkerung als „Demoiselles au pompon rouge“ („Fräuleins mit rotem Bommel“) und, in Anspielung auf ihren Befehlshaber, den Admiral Pierre Alexis Ronarc’h, als „Demoiselles de Ronarc’h“ bezeichnet.
Angesichts des dringenden Bedarfs an Kampftruppen wurde die Brigade im Oktober 1914 an die Front im Norden Frankreichs verlegt. Unter Ronarc’hs Kommando kämpften 6000 von ihnen im Bereich von Diksmuide in Belgien gemeinsam mit 5000 belgischen Soldaten gegen die vorrückenden deutschen Truppen, die mit einer Übermacht von etwa 50.000 Mann angriffen. Unter schweren Verlusten gelang es den Fusiliers marins dennoch, einen Monat die Stellung zu halten. Die Kämpfe in diesem Abschnitt wurden schließlich dadurch beendet, dass die Verteidiger durch gezieltes Öffnen der Seeschleusentore das Gebiet fluteten und so die deutschen Verbände zwang, sich zurückzuziehen.
Ende November 1915 wurde die Brigade des fusiliers marins aufgelöst und durch ein Marinefüsilier-Bataillon ersetzt. Es wurde bis zum Ende des Kriegs in zahlreichen Schlachten eingesetzt, darunter von Dezember 1915 bis Mai 1917 in Nieuwpoort, im Frühjahr 1916 an der Marne, von Juli bis August 1917 in Poesele–Drie Gratchen, Ende Oktober 1917 in Le Saint Jansebeck, im April 1918 in Hailles und im September und Oktober 1918 in der Hunderttageoffensive am Moulin de Laffaux und an der Ailette.
Nach Ende des Ersten Weltkriegs wurde die Truppe auf Kompaniegröße verkleinert und nahm im Wesentlichen Ausbildungsaufgaben in der Marine wahr.

### Zweiter Weltkrieg

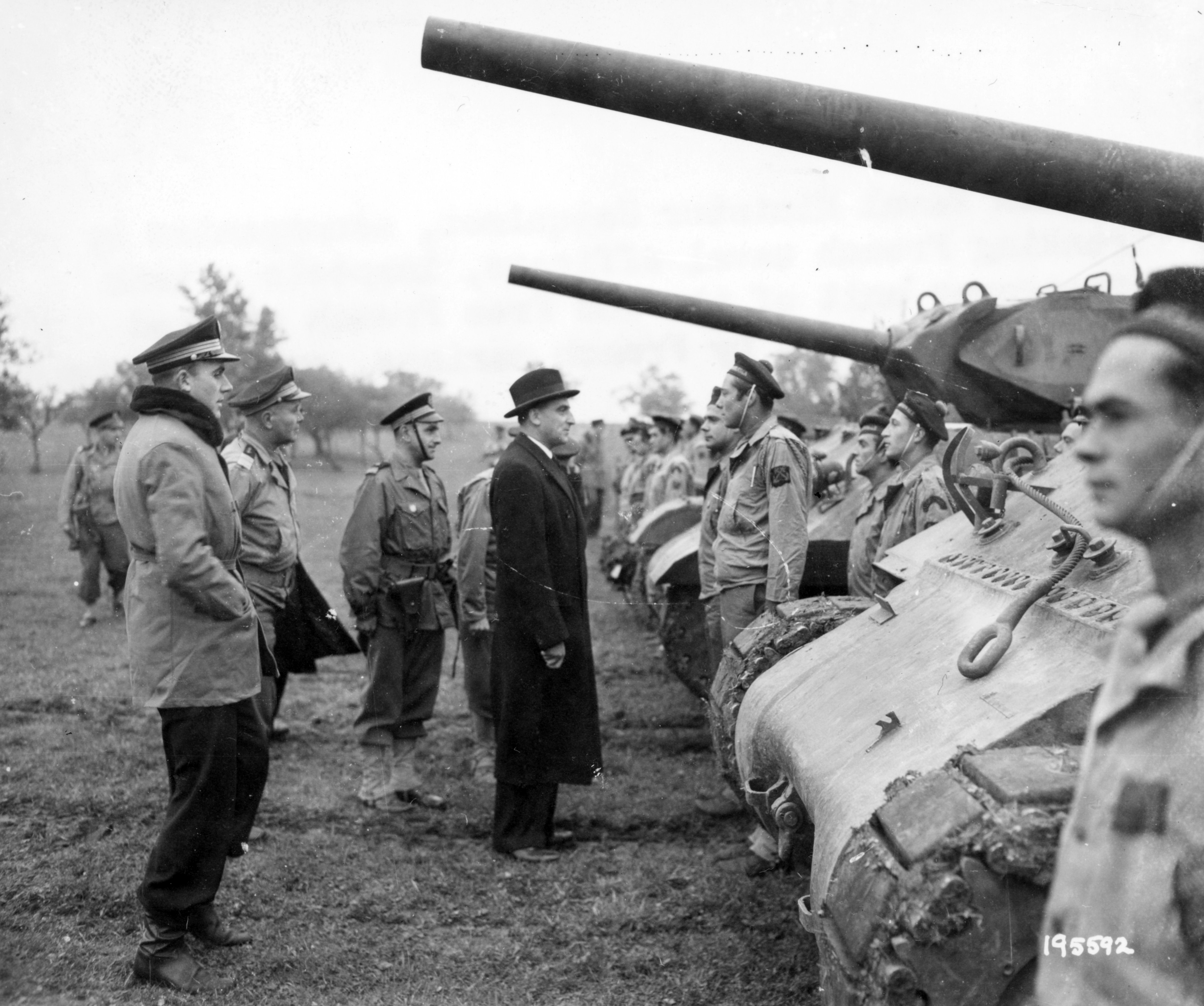
Marineminister Louis Jacquinot inspiziert Panzerjäger des Régiment blindé de fusiliers marins mit M10 Wolverine (Oktober 1944)

Im Zweiten Weltkrieg schlossen sich nach der französischen Niederlage gegen Deutschland und dem Waffenstillstand von Compiègne 1940 etwa vierhundert Marinefüsiliere, nachdem sie nach England übergesetzt hatten, dem von Charles de Gaulle geleiteten militärischen Widerstand an, d. h. den Forces françaises libres. Der Verband, der je nach Bedarf in unterschiedliche Großverbände eingegliedert wurde, kam als 1er bataillon de marins fusiliers (1er BFM) zunächst in Afrika zum Einsatz – im September 1940 im Senegal, im Dezember 1941 dann in Eritrea. Im Juni 1941 nahm er als Teil der 1ère division légère française libre im Syrienfeldzug Aufgaben der Flugabwehr wahr. Auch an der Schlacht von Bir Hakeim nahm das Bataillon teil.
1943 wurde das 1er BFM verstärkt und im September 1943 zum 1er régiment blindé de fusiliers marins (RBFM, „1. Marinefüsilier-Panzerregiment“). Im April 1944 wurde es mit gepanzerten Fahrzeugen ausgestattet. Am 22. Juni 1944 landete das RBFM in Neapel und begann damit seine Teilnahme an der Befreiung Europas. Es nahm an der Schlacht am Garigliano teil. Es wurde als Vorhut bei mehreren Vorstößen eingesetzt, unter anderem bis nach Montefiascone und Radicofani.
Nach dem Einsatz in Italien wurde das RBFM erneut verschifft, um nun an der Befreiung Frankreichs mitzuwirken. In der Nacht vom 2. auf den 3. August 1944 landeten Teile des Regiments in der Normandie. Am 24. August marschierten sie in Paris ein und nahmen so an der Befreiung der Stadt teil. Andere Teile des Regiments wurden ab dem 15. August 1944 bei der Landung in der Provence eingesetzt. In der Folge kam das Regiment in den Vogesen und im Elsass, in Royan, in den Alpen und in Deutschland bis zu dessen endgültiger Niederlage zum Einsatz.
Bereits ab Anfang 1942 war zudem auf Initiative des Marineoffiziers Philippe Kieffer eine Kommando-Einheit aus Marinefüsilieren aufgestellt worden. Nach dem gemeinsam mit den britischen Royal Marines von deren Ausbildern erteilten Training in Achnacarry im Norden Schottlands wurde sie zunächst in das No. 10 Commando, eine interalliierte Struktur, integriert. Die Männer nahmen an Raids auf das von Nazideutschland besetzte Kontinentaleuropa teil. Offiziell wurden aus der Einheit am 8. Oktober 1943 das 1er bataillon de fusiliers marins commandos (1er BFMC), weiterhin unter dem Kommando Kieffers. Ab März wurden die Kommandoaktionen zunächst eingestellt zugunsten einer intensiven Vorbereitung auf die alliierte Landung. Schließlich landeten 177 Männer des BFMC am 6. Juni 1944 bei der Operation Overlord in der Normandie. Sie gingen am Abschnitt Sword Beach an Land und eroberten anschließend Ouistreham. 21 von ihnen kamen dabei ums Leben; weitere 93 wurden verwundet, darunter Kieffer selbst, der das Kommando trotz mehrerer erlittener Verletzungen innebehielt und erst zwei Tage später evakuiert wurde. Diese Soldaten gelten als die einzigen regulären französischen Bodentruppen, die am 6. Juni 1944 bei der Operation Overlord an der Landung in der Normandie teilnahmen. Das BFMC ging auch als Commando Kieffer in die französische Militärgeschichte ein. 2008 wurde zu seinen Ehren einer Einheit der Fusiliers marins auch offiziell dieser Name verliehen.

### Dekolonisationskriege und weiteres 20. Jahrhundert
Bereits ab Herbst 1945 wurden die Marinefüsiliere erneut in Konfliktregionen eingesetzt, nun im auseinanderbrechenden französischen Kolonialreich. Als Brigade marine nahmen sie zunächst bis 1954 am Indochinakrieg teil. Im Algerienkrieg sicherte die im April 1956 formierte Demi-brigade de fusiliers marins (DBFM) westlich von Oran die Grenze zu Marokko, über die die Unabhängigkeitskämpfer der algerischen Befreiungsbewegung FLN einen Großteil ihrer Waffen ins Land brachten. Eine weitere Einheit, das Bataillon d’intervention de fusiliers marins, wurde im April 1959 geschaffen und bei Aïn Sefra in der heutigen Provinz Naama sowie in der Kabylei eingesetzt.
Die DBFM wurde im März 1962, am Ende des Krieges in Algerien, aufgelöst. 1963 trat an ihre Stelle eine Kommandoeinheit aus Marinefüsilieren. Sie nahm bis zum Ende des 20. Jahrhunderts an verschiedenen Auslandsoperationen teil.

### 21. Jahrhundert

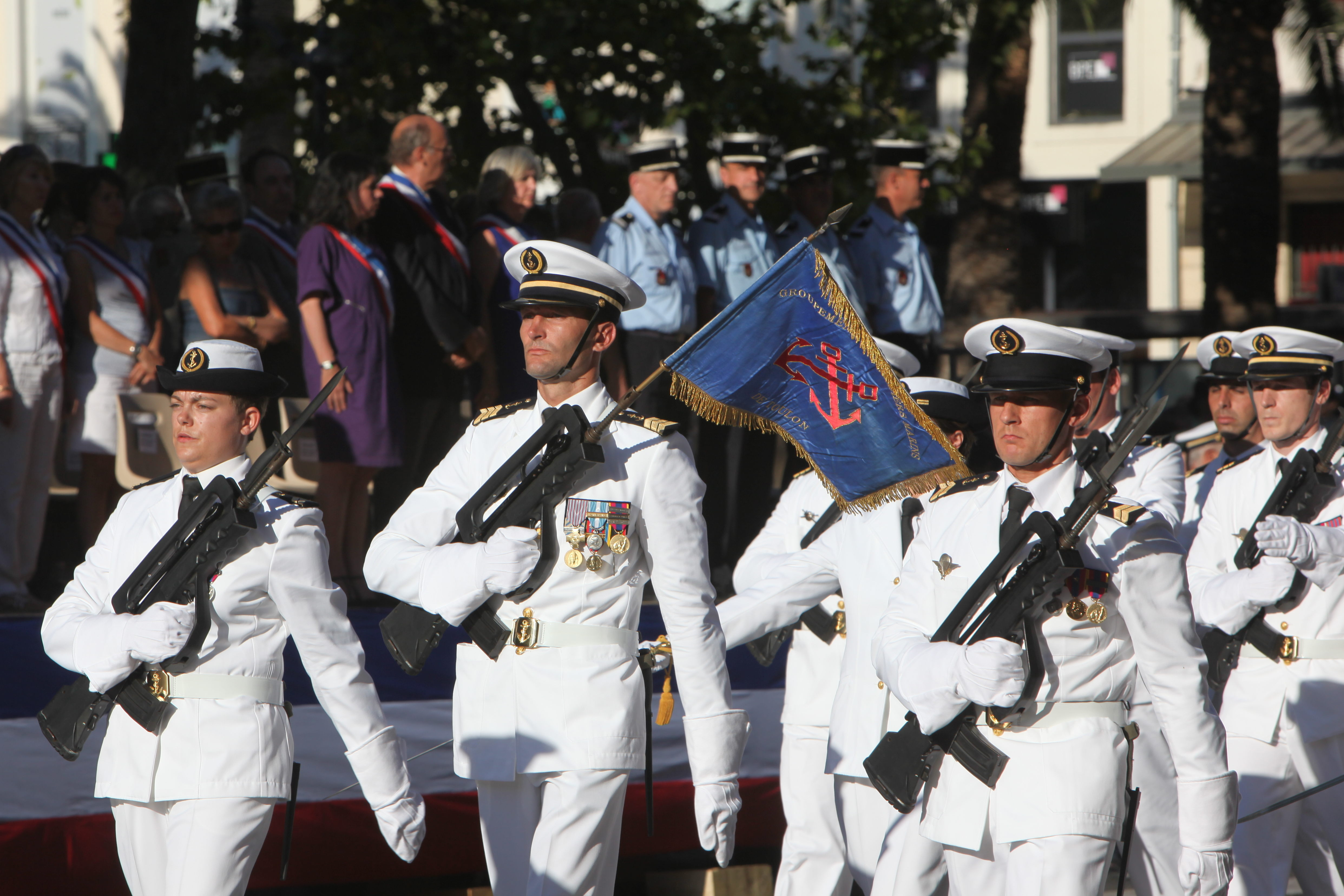
Marinefüsiliere in Toulon (14. Juli 2011)

Im Jahr 2001 wurden die Marinefüsiliere und die Kommando-Spezialeinheiten der Marine der neu gegründeten Kommandostruktur FORFUSCO (Force maritime des fusiliers marins et commandos) unterstellt. Mit Stand von Mitte der 2020er Jahre werden die Fusiliers marins zum Schutz der Marinestandorte an Land, inklusive der Standorte der französischen Atomstreitmacht sowie von Kriegsschiffen und zivilen Schiffen in Krisengebieten eingesetzt. An Bord von Flugzeugträgern und Fregatten sind sie für die interne Organisation, Disziplin und Ausbildung der Besatzungen verantwortlich. Ihre Gesamtstärke umfasst 1700 Soldaten, die in drei Bataillonen und sechs Kompanien Dienst tun.